# Asima
Asima je žensko osebno ime.

## Izvor imena
Ime Asima je muslimansko ime, ki je ženska oblika moškega osebnega imena Asim.

## Pogostost imena
Po podatkih Statističnega urada Republike Slovenije je bilo na dan 31. decembra 2007 v Sloveniji število ženskih oseb z imenom Asima: 152.

## Osebni praznik
Osebe z imenom Asima bi lahko glede na pomen koledarsko uvrstili k  imenu Aleksej.